# Список серій мультсеріалу «My Little Pony: Дружба — це диво»
«My Little Pony: Дружба — це диво» (англ. My Little Pony: Friendship is Magic) — анімаційний телевізійний серіал, від студії Hasbro Studios у Сполучених Штатах (сценарій) та студії DHX Media Vancouver (анімація). Сюжет телесеріалу базується на четвертому поколінні (G4) лінії іграшок My Little Pony від Hasbro, Inc. Прем'єра серіалу відбулася 10 жовтня 2010 року на американському платному каналі The Hub. Hasbro вибрали аніматора Лорен Фауст на місце креативного директора та ексклюзивного продюсера серіалу. Фауст шукала шляхи уникнення встановленого стереотипу про «дівочість» існуючої лінії My Little Pony, створюючи більш глибоких та різнобічних персонажів, пригодницьке середовище, співпрацюючи з ідеєю Hasbro про навчальний та інформативний зміст серіалу і нову маркетингову лінію. Лорен Фауст відома участю в створенні таких мультсеріалів, як The Powerpuff Girls та Foster's Home for Imaginary Friends.

## Огляд
| Сезон | Сезон              | Кількість серій    | Показ                              | Показ                                |
| Сезон | Сезон              | Кількість серій    | У США                              | В Україні                            |
| ----- | ------------------ | ------------------ | ---------------------------------- | ------------------------------------ |
|       | 1                  | 26                 | 10 жовтня 2010 — 6 травня 2011     | 28 січня 2013 — 21 лютого 2013       |
|       | 2                  | 26                 | 17 вересня 2011 — 21 квітня 2012   | 1 липня 2013 — 25 липня 2013         |
|       | 3                  | 13                 | 10 листопада 2012 — 16 лютого 2013 | 16 вересня 2013 — 28 вересня 2013    |
|       | 4                  | 26                 | 23 листопада 2013 — 10 травня 2014 | 27 серпня 2014 — 21 вересня 2014     |
|       | 5                  | 26                 | 4 квітня 2015 — 28 листопада 2015  | 19 листопада 2015 — 24 грудня 2015   |
|       | 6                  | 26                 | 26 березня 2016 — 22 жовтня 2016   | 12 жовтня 2016 — 16 листопада 2016   |
|       | 7                  | 26                 | 15 квітня 2017 — 28 жовтня 2017    | 16 листопада 2017 — 11 грудня 2017   |
|       | Фільм              | Фільм              | 6 жовтня 2017                      | 12 жовтня 2017                       |
|       | 8                  | 26                 | 24 березня 2018 — 13 жовтня 2018   | 1 листопада 2018 — 26 листопада 2018 |
|       | Різдвяний випуск   | Різдвяний випуск   | 27 жовтня 2018                     | 25 грудня 2018                       |
|       | 9                  | 26                 | 6 квітня 2019 — 12 жовтня 2019     | 31 серпня 2019 — 25 вересня 2019     |
|       | Спеціальний випуск | Спеціальний випуск | 29 червня 2019                     | 24 серпня 2019                       |

## Сезон 1 (2010–2011)
Виконавчий продюсер: Лорен Фауст

Режисер: Джейсон Тіссен, Джеймс Вуттон

Редактор: Роб Рензетті
| Загальний номер | Номер в сезоні | Назва                                                     | Сценарист                        | Дата прем'єри в США | Дата прем'єри в Україні |
| --------------- | -------------- | --------------------------------------------------------- | -------------------------------- | ------------------- | ----------------------- |
| 1               | 1              | Дружба — це диво, частина 1 Friendship is Magic, part 1   | Лорен Фауст                      | 10 жовтня 2010      | 28 січня 2013           |
| 2               | 2              | Дружба — це диво, частина 2 Friendship is Magic, part 2   | Лорен Фауст                      | 22 жовтня 2010      | 28 січня 2013           |
| 3               | 3              | Зайвий квиток The Ticket Master                           | Емі Кітінг Роджерс і Лорен Фауст | 29 жовтня 2010      | 29 січня 2013           |
| 4               | 4              | Яблучний сезон Applebuck Season                           | Емі Кітінг Роджерс               | 5 листопада 2010    | 30 січня 2013           |
| 5               | 5              | Пихатий грифон Griffon the Brush-Off                      | Сінді Морроу                     | 12 листопада 2010   | 31 січня 2013           |
| 6               | 6              | Вихваляння Boast Busters                                  | Кріс Савіно                      | 19 листопада 2010   | 1 лютого 2013           |
| 7               | 7              | Дракон Dragonshy                                          | Меган МакКарті                   | 26 листопада 2010   | 2 лютого 2013           |
| 8               | 8              | Піжамна вечірка Look Before You Sleep                     | Шарлотта Фуллертон               | 3 грудня 2010       | 3 лютого 2013           |
| 9               | 9              | Зовнішність оманлива Bridle Gossip                        | Емі Кітінг Роджерс               | 10 грудня 2010      | 4 лютого 2013           |
| 10              | 10             | Нашестя Swarm of the Century                              | М. А. Ларсон                     | 17 грудня 2010      | 5 лютого 2013           |
| 11              | 11             | Зимове прибирання Winter Wrap Up                          | Сінді Морроу                     | 24 грудня 2010      | 6 лютого 2013           |
| 12              | 12             | В очікуванні відзнак Call of the Cutie                    | Меган МакКарті                   | 7 січня 2011        | 7 лютого 2013           |
| 13              | 13             | Осіннє змагання Fall Weather Friends                      | Емі Кітінг Роджерс               | 28 січня 2011       | 8 лютого 2013           |
| 14              | 14             | Вбрання для тріумфу Suited for Success                    | Шарлотта Фуллертон               | 4 лютого 2011       | 9 лютого 2013           |
| 15              | 15             | Інтуїція Пінкі Пай Feeling Pinkie Keen                    | Дейв Польські                    | 11 лютого 2011      | 10 лютого 2013          |
| 16              | 16             | Звукова веселка Sonic Rainboom                            | М. А. Ларсон                     | 18 лютого 2011      | 11 лютого 2013          |
| 17              | 17             | Майстер Погляду Stare Master                              | Кріс Савіно                      | 25 лютого 2011      | 12 лютого 2013          |
| 18              | 18             | Понівіль має талант The Show Stoppers                     | Сінді Морроу                     | 4 березня 2011      | 13 лютого 2013          |
| 19              | 19             | Поні проти псів A Dog and Pony Show                       | Емі Кітінг Роджерс               | 11 березня 2011     | 14 лютого 2013          |
| 20              | 20             | В заздрості нема радості Green Isn't Your Color           | Меган МакКарті                   | 18 березня 2011     | 15 лютого 2013          |
| 21              | 21             | Яблуні розбрату Over a Barrel                             | Дейв Польські                    | 25 березня 2011     | 16 лютого 2013          |
| 22              | 22             | Птаха-фенікс A Bird in the Hoof                           | Шарлотта Фуллертон               | 8 квітня 2011       | 17 лютого 2013          |
| 23              | 23             | Історії відзнак The Cutie Mark Chronicles                 | М. А. Ларсон                     | 15 квітня 2011      | 18 лютого 2013          |
| 24              | 24             | Добре те, що совам і всім добре Owl's Well That Ends Well | Сінді Морроу                     | 22 квітня 2011      | 19 лютого 2013          |
| 25              | 25             | Самотня вечірка Party of One                              | Меган МакКарті                   | 29 квітня 2011      | 20 лютого 2013          |
| 26              | 26             | Найкраща ніч в житті The Best Night Ever                  | Емі Кітінг Роджерс               | 6 травня 2011       | 21 лютого 2013          |

## Сезон 2 (2011–2012)
Продюсер-консультант: Лорен Фауст.

Режисери: Джейсон Тіссен і Джеймс Вуттон

Редактор: Роб Рензетті
| Загальний номер | Номер в сезоні | Назва                                                          | Сценарист                              | Дата прем'єри в США | Дата прем'єри в Україні |
| --------------- | -------------- | -------------------------------------------------------------- | -------------------------------------- | ------------------- | ----------------------- |
| 27              | 1              | Відновлення гармонії. Частина 1 The Return of Harmony. Part 1  | М. А. Ларсон                           | 17 вересня 2011     | 1 липня 2013            |
| 28              | 2              | Відновлення гармонії. Частина 2 The Return of Harmony. Part 2  | М. А. Ларсон                           | 24 вересня 2011     | 1 липня 2013            |
| 29              | 3              | Важливий урок Lesson Zero                                      | Меган МакКарті                         | 15 жовтня 2011      | 2 липня 2013            |
| 30              | 4              | Затемнення Луни Luna Eclipsed                                  | М. А. Ларсон                           | 22 жовтня 2011      | 3 липня 2013            |
| 31              | 5              | Сестринські змагання Sisterhooves Social                       | Сінді Морроу                           | 5 листопада 2011    | 4 липня 2013            |
| 32              | 6              | Відзнакова чума The Cutie Pox                                  | Емі Кітінг Роджерс                     | 12 листопада 2011   | 5 липня 2013            |
| 33              | 7              | Найкращий улюбленець May the Best Pet Win!                     | Шарлотта Фуллертон                     | 19 листопада 2011   | 7 липня 2013            |
| 34              | 8              | Загадкова поні добра The Mysterious Mare Do Well               | Мерівезер Вільямс                      | 26 листопада 2011   | 8 липня 2013            |
| 35              | 9              | Світське життя Sweet and Elite                                 | Меган МакКарті                         | 3 грудня 2011       | 8 липня 2013            |
| 36              | 10             | Секрет моєї жадібності Secret of My Excess                     | М. А. Ларсон                           | 10 грудня 2011      | 9 липня 2013            |
| 37              | 11             | День Подяки Родині Family Appreciation Day                     | Сінді Морроу                           | 7 січня 2012        | 10 липня 2013           |
| 38              | 12             | Малюки Кейки Baby Cakes                                        | Шарлотта Фуллертон                     | 14 січня 2012       | 11 липня 2013           |
| 39              | 13             | Свято Палаючого Вогнища Hearth's Warming Eve                   | Мерівезер Вільямс                      | 17 грудня 2011      | 12 липня 2013           |
| 40              | 14             | Останній забіг The Last Roundup                                | Емі Кітінг Роджерс                     | 21 січня 2012       | 14 липня 2013           |
| 41              | 15             | Надшвидка сидр-машина 6000 The Super Speedy Cider Squeezy 6000 | М. А. Ларсон                           | 28 січня 2012       | 15 липня 2013           |
| 42              | 16             | Читай та плач Read It and Weep                                 | Сінді Морроу                           | 4 лютого 2012       | 15 липня 2013           |
| 43              | 17             | День Сердець і Копит Hearts and Hooves Day                     | Меган МакКарті                         | 11 лютого 2012      | 16 липня 2013           |
| 44              | 18             | Друг пізнається у біді A Friend in Deed                        | Емі Кітінг Роджерс                     | 18 лютого 2012      | 17 липня 2013           |
| 45              | 19             | Посунь свої копитця Putting Your Hoof Down                     | Шарлотта Фуллертон і Мерівезер Вільямс | 3 березня 2012      | 18 липня 2013           |
| 46              | 20             | Подорож у часі It's About Time                                 | М. А. Ларсон                           | 10 березня 2012     | 19 липня 2013           |
| 47              | 21             | Драконячий квест Dragon Quest                                  | Мерівезер Вільямс                      | 17 березня 2012     | 21 липня 2013           |
| 48              | 22             | Ураган Флаттершай Hurricane Fluttershy                         | Сінді Морроу                           | 24 березня 2012     | 22 липня 2013           |
| 49              | 23             | Понігазета Ponyville Confidential                              | М. А. Ларсон                           | 31 березня 2012     | 22 липня 2013           |
| 50              | 24             | Солодка таємниця експреса MMMystery on the Friendship Express  | Емі Кітінг Роджерс                     | 7 квітня 2012       | 23 липня 2013           |
| 51              | 25             | Весілля у Кантерлоті. Частина 1 A Canterlot Wedding — Part 1   | Меган МакКарті                         | 21 квітня 2012      | 24 липня 2013           |
| 52              | 26             | Весілля у Кантерлоті. Частина 2 A Canterlot Wedding — Part 2   | Меган МакКарті                         | 21 квітня 2012      | 25 липня 2013           |

## Сезон 3 (2012–2013)
Режисери: Джейсон Тіссен і Джеймс Вуттон

Редактор: Меган МакКарті
| Загальний номер | Номер в сезоні | Назва                                                     | Сценарист                          | Дата прем'єри в США | Дата прем'єри в Україні |
| --------------- | -------------- | --------------------------------------------------------- | ---------------------------------- | ------------------- | ----------------------- |
| 53              | 1              | Кристальна Імперія. Частина 1 The Crystal Empire — Part 1 | Меган МакКарті                     | 10 листопада 2012   | 16 вересня 2013         |
| 54              | 2              | Кристальна Імперія. Частина 2 The Crystal Empire — Part 2 | Меган МакКарті                     | 10 листопада 2012   | 17 вересня 2013         |
| 55              | 3              | Пінкі тут, Пінкі там Too Many Pinkie Pies                 | Дейв Польські                      | 17 листопада 2012   | 18 вересня 2013         |
| 56              | 4              | Біда-Сід One Bad Apple                                    | Сінді Морроу                       | 24 листопада 2012   | 19 вересня 2013         |
| 57              | 5              | Магічна дуель Magic Duel                                  | М. А. Ларсон                       | 1 грудня 2012       | 20 вересня 2013         |
| 58              | 6              | Жахіття в Понівілі Sleepless in Ponyville                 | Корі Пауелл                        | 8 грудня 2012       | 21 вересня 2013         |
| 59              | 7              | Академія Дивоблискавок Wonderbolts Academy                | Мерівезер Вільямс                  | 15 грудня 2012      | 22 вересня 2013         |
| 60              | 8              | Лише для друзів Just for Sidekicks                        | Корі Пауелл                        | 26 січня 2013       | 23 вересня 2013         |
| 61              | 9              | Зустріч родини Еплів Apple Family Reunion                 | Сінді Морроу                       | 22 грудня 2012      | 24 вересня 2013         |
| 62              | 10             | Спайк до ваших послуг Spike at Your Service               | Дейв Польські та Мерівезер Вільямс | 29 грудня 2012      | 25 вересня 2013         |
| 63              | 11             | Вмикай дружбу Keep Calm and Flutter On                    | Тедді Антоніо та Дейв Польські     | 19 січня 2013       | 26 вересня 2013         |
| 64              | 12             | Еквестрійські ігри Games Ponies Play                      | Дейв Польські                      | 9 лютого 2013       | 27 вересня 2013         |
| 65              | 13             | Магічне зцілення Magical Mystery Cure                     | М. А. Ларсон                       | 16 лютого 2013      | 28 вересня 2013         |

## Сезон 4 (2013–2014)
Режисери: Джейсон Тіссен і Джим Міллер

Редактор: Меган МакКарті
| Загальний номер | Номер в сезоні | Назва                                                                  | Сценарист                                           | Дата прем'єри в США | Дата прем'єри в Україні |
| --------------- | -------------- | ---------------------------------------------------------------------- | --------------------------------------------------- | ------------------- | ----------------------- |
| 66              | 1              | Принцеса Твайлайт Спаркл. Частина 1 Princess Twilight Sparkle — Part 1 | Меган МакКарті                                      | 23 листопада 2013   | 27 серпня 2014          |
| 67              | 2              | Принцеса Твайлайт Спаркл. Частина 2 Princess Twilight Sparkle — Part 2 | Меган МакКарті                                      | 23 листопада 2013   | 28 серпня 2014          |
| 68              | 3              | Замкоманія Castle Mane-ia                                              | Джош Хабер                                          | 30 листопада 2013   | 29 серпня 2014          |
| 69              | 4              | Дейрін Ду Daring Don't                                                 | Дейв Польські                                       | 7 грудня 2013       | 30 серпня 2014          |
| 70              | 5              | Перемога понад усе Flight to the Finish                                | Ед Валентайн                                        | 14 грудня 2013      | 31 серпня 2014          |
| 71              | 6              | Могутні Поні Power Ponies                                              | Меган МакКарті, Шарлотта Фуллертон і Бетсі МакГавен | 21 грудня 2013      | 1 вересня 2014          |
| 72              | 7              | Кажани Bats!                                                           | Мерівезер Вільямс                                   | 28 грудня 2013      | 2 вересня 2014          |
| 73              | 8              | Реріті підкорює Мейнхеттен Rarity Takes Manehattan                     | Дейв Польські                                       | 4 січня 2014        | 3 вересня 2014          |
| 74              | 9              | Пінкі Епл Пай Pinkie Apple Pie                                         | Наташа Левінджер                                    | 11 січня 2014       | 4 вересня 2014          |
| 75              | 10             | Між двох вогнів Rainbow Falls                                          | Корі Пауелл                                         | 18 січня 2014       | 5 вересня 2014          |
| 76              | 11             | Гордість Пінкі Pinkie Pride                                            | Емі Кітінг Роджерс                                  | 1 лютого 2014       | 6 вересня 2014          |
| 77              | 12             | Три — це натовп Three's a Crowd                                        | Меган МакКарті та Ед Валентайн                      | 25 січня 2014       | 7 вересня 2014          |
| 78              | 13             | Простота Simple Ways                                                   | Джош Хабер                                          | 8 лютого 2014       | 8 вересня 2014          |
| 79              | 14             | Страх Флатершай Filli Vanilli                                          | Емі Кітінг Роджерс                                  | 15 лютого 2014      | 9 вересня 2014          |
| 80              | 15             | Твайлайт час Twilight Time                                             | Дейв Польські                                       | 22 лютого 2014      | 10 вересня 2014         |
| 81              | 16             | Нелегко бути брізі It Ain't Easy Being Breezies                        | Наташа Левінджер                                    | 1 березня 2014      | 11 вересня 2014         |
| 82              | 17             | Тотальний контроль Somepony to Watch Over Me                           | Скотт Соннеборн                                     | 8 березня 2014      | 12 вересня 2014         |
| 83              | 18             | Справедлива угода Trade Ya                                             | Скотт Соннеборн                                     | 19 квітня 2014      | 13 вересня 2014         |
| 84              | 19             | Намисто друзів Maud Pie                                                | Ноель Бенвенуті                                     | 15 березня 2014     | 14 вересня 2014         |
| 85              | 20             | Суперниця Світі Бель For Whom the Sweetie Belle Toils                  | Дейв Польські                                       | 22 березня 2014     | 15 вересня 2014         |
| 86              | 21             | Стрибок надії Leap of Faith                                            | Джош Хабер                                          | 29 березня 2014     | 16 вересня 2014         |
| 87              | 22             | Іспит будь-якою ціною Testing, Testing, 1, 2, 3                        | Емі Кітінг Роджерс                                  | 5 квітня 2014       | 17 вересня 2014         |
| 88              | 23             | Прояв натхнення Inspiration Manifestation                              | Меган МакКарті та Корі Пауелл                       | 26 квітня 2014      | 18 вересня 2014         |
| 89              | 24             | Еквестрійські ігри Equestria Games                                     | Дейв Польські                                       | 3 травня 2014       | 19 вересня 2014         |
| 90              | 25             | Королівство Твайлайт. Частина 1 Twilight's Kingdom — Part 1            | Меган МакКарті                                      | 10 травня 2014      | 20 вересня 2014         |
| 91              | 26             | Королівство Твайлайт. Частина 2 Twilight's Kingdom — Part 2            | Меган МакКарті                                      | 10 травня 2014      | 21 вересня 2014         |

## Сезон 5 (2015)
Режисери: Джейсон Тіссен, Джим Міллер і Денні Лу

Редактори: М. А. Ларсон (серії 1-13), Меган МакКарті (серії 14-26)
| Загальний номер | Номер в сезоні | Назва                                                                    | Сценарист                                                    | Дата прем'єри в США | Дата прем'єри в Україні |
| --------------- | -------------- | ------------------------------------------------------------------------ | ------------------------------------------------------------ | ------------------- | ----------------------- |
| 92              | 1              | К'юті-мапа. Частина 1 The Cutie Map — Part 1                             | Меган МакКарті, Скотт Соннеборн і М. А. Ларсон               | 4 квітня 2015       | 19 листопада 2015       |
| 93              | 2              | К'юті-мапа. Частина 2 The Cutie Map — Part 2                             | Меган МакКарті, Скотт Соннеборн і М. А. Ларсон               | 4 квітня 2015       | 20 листопада 2015       |
| 94              | 3              | Замок, чарівний замок Castle Sweet Castle                                | Джоанна Льюїс і Крістін Сонко                                | 11 квітня 2015      | 23 листопада 2015       |
| 95              | 4              | Цвітіння і падіння Bloom & Gloom                                         | Джош Хабер                                                   | 18 квітня 2015      | 24 листопада 2015       |
| 96              | 5              | Дякую за спогади Tanks for the Memories                                  | Сінді Морроу                                                 | 25 квітня 2015      | 25 листопада 2015       |
| 97              | 6              | Розшукується в Епплузі Appleoosa's Most Wanted                           | Дейв Польські                                                | 2 травня 2015       | 26 листопада 2015       |
| 98              | 7              | Нові друзі - добре, а старі - ще краще Make New Friends But Keep Discord | Наташа Левінджер                                             | 16 травня 2015      | 27 листопада 2015       |
| 99              | 8              | Утрачений скарб Грифонстоуна The Lost Treasure of Griffonstone           | Емі Кітінг Роджерс                                           | 23 травня 2015      | 30 листопада 2015       |
| 100             | 9              | Повсякденність Slice of Life                                             | М. А. Ларсон                                                 | 13 червня 2015      | 1 грудня 2015           |
| 101             | 10             | Принцеса Спайк Princess Spike                                            | Ніл Дуседо, Джейсон Тіссен і Джим Міллер                     | 20 червня 2015      | 2 грудня 2015           |
| 102             | 11             | Вечірка не вдалася Party Pooped                                          | Нік Конфалоне, Джейсон Тіссен і Джим Міллер                  | 27 червня 2015      | 3 грудня 2015           |
| 103             | 12             | Загладжування провини Amending Fences                                    | М. А. Ларсон                                                 | 4 липня 2015        | 4 грудня 2015           |
| 104             | 13             | Чи сняться принцесам чарівні вівці? Do Princesses Dream of Magic Sheep?  | Скотт Соннеборн                                              | 11 липня 2015       | 7 грудня 2015           |
| 105             | 14             | Кантерлотський бутик Canterlot Boutique                                  | Емі Кітінг Роджерс                                           | 12 вересня 2015     | 8 грудня 2015           |
| 106             | 15             | Майстер жахів Scare Master                                               | Наташа Левінджер                                             | 31 жовтня 2015      | 9 грудня 2015           |
| 107             | 16             | Реріті розслідує Rarity Investigates!                                    | Джоанна Льюїс, Крістін Сонко, Меган МакКарті та М. А. Ларсон | 19 вересня 2015     | 10 грудня 2015          |
| 108             | 17             | Мапа Мейнхеттена Made in Manehattan                                      | Ноель Бервенутті                                             | 26 вересня 2015     | 11 грудня 2015          |
| 109             | 18             | Сестринське зібрання Brotherhooves Social                                | Дейв Польські                                                | 3 жовтня 2015       | 14 грудня 2015          |
| 110             | 19             | Шукачки к'юті-марок Crusaders of the Lost Mark                           | Емі Кітінг Роджерс                                           | 10 жовтня 2015      | 15 грудня 2015          |
| 111             | 20             | Пінкі Пай дещо знає The One Where Pinkie Pie Knows                       | Ґілліан М. Берроу                                            | 17 жовтня 2015      | 16 грудня 2015          |
| 112             | 21             | Зіпсоване свято Hearthbreakers                                           | Нік Конфалоне                                                | 24 жовтня 2015      | 17 грудня 2015          |
| 113             | 22             | Що ж це з Діскордом? What About Discord?                                 | Ніл Дуседо                                                   | 7 листопада 2015    | 18 грудня 2015          |
| 114             | 23             | Гуффілди та МакКолти The Hooffields and McColts                          | Джоанна Льюїс і Крістін Сонко                                | 14 листопада 2015   | 21 грудня 2015          |
| 115             | 24             | Головна гостя The Mane Attraction                                        | Емі Кітінг Роджерс                                           | 21 листопада 2015   | 22 грудня 2015          |
| 116             | 25             | К'юті-перемаркування. Частина 1 The Cutie Re-Mark — Part 1               | Джош Хабер                                                   | 28 листопада 2015   | 23 грудня 2015          |
| 117             | 26             | К'юті-перемаркування. Частина 2 The Cutie Re-Mark — Part 2               | Джош Хабер                                                   | 28 листопада 2015   | 24 грудня 2015          |

## Сезон 6 (2016)
Режисери: Денні Лу та Тім Стабі

Редактор: Джош Хабер
| Загальний номер | Номер в сезоні | Назва                                                     | Сценарист                                        | Дата прем'єри в США | Дата прем'єри в Україні |
| --------------- | -------------- | --------------------------------------------------------- | ------------------------------------------------ | ------------------- | ----------------------- |
| 118             | 1              | Кришталення. Частина 1 The Crystalling — Part 1           | Джош Хабер                                       | 26 березня 2016     | 12 жовтня 2016          |
| 119             | 2              | Кришталення. Частина 2 The Crystalling — Part 2           | Джош Хабер                                       | 26 березня 2016     | 13 жовтня 2016          |
| 120             | 3              | Подарунок Мод Пай The Gift of the Maud Pie                | Джош Хабер, Майкл П. Фокс і Вілл Фокс            | 2 квітня 2016       | 14 жовтня 2016          |
| 121             | 4              | Шукачки з к'юті-марками On Your Marks                     | Дейв Польські і Джош Хабер                       | 9 квітня 2016       | 17 жовтня 2016          |
| 122             | 5              | Турнір Вогню Gauntlet of Fire                             | Джоанна Льюїс і Крістін Сонко                    | 16 квітня 2016      | 18 жовтня 2016          |
| 123             | 6              | Другого шансу немає No Second Prances                     | Нік Конфалоне                                    | 30 квітня 2016      | 19 жовтня 2016          |
| 124             | 7              | Новенька Деш Newbie Dash                                  | Дейв Польські і Дейв Репп                        | 7 травня 2016       | 20 жовтня 2016          |
| 125             | 8              | Свято Вогнища A Hearth's Warming Tail                     | Майкл Воґел                                      | 14 травня 2016      | 21 жовтня 2016          |
| 126             | 9              | Біда з к'юті-марками The Fault in Our Cutie Marks         | Ед Валентайн, Джош Хабер і Меган МакКарті        | 10 вересня 2016     | 24 жовтня 2016          |
| 127             | 10             | Відкриття на Седл Роу The Saddle Row Review               | Нік Конфалоне                                    | 21 травня 2016      | 25 жовтня 2016          |
| 128             | 11             | Відпочинок Еплджек Applejack's "Day" Off                  | Ніл Дуседо, Майкл П. Фокс і Вілл Фокс            | 28 травня 2016      | 26 жовтня 2016          |
| 129             | 12             | Сестричка Флаттер Flutter Brutter                         | Меган МакКарті та Дейв Репп                      | 4 червня 2016       | 27 жовтня 2016          |
| 130             | 13             | З перчинкою Spice Up Your Life                            | Майкл Воґел                                      | 11 червня 2016      | 28 жовтня 2016          |
| 131             | 14             | Дивніше, ніж у книжці Stranger Than Fan Fiction           | Джош Хабер і Майкл Воґел                         | 30 липня 2016       | 31 жовтня 2016          |
| 132             | 15             | Перегони The Cart Before the Ponies                       | Ед Валентайн і Майкл Воґел                       | 6 серпня 2016       | 1 листопада 2016        |
| 133             | 16             | Крутий розіграш 28 Pranks Later                           | Ф.М. Де Марко та Меган МакКарті                  | 13 серпня 2016      | 2 листопада 2016        |
| 134             | 17             | Перевертень у місті The Times They Are a Changeling       | Майкл Воґел, Кевін Барк і Кріс Ваєт              | 20 серпня 2016      | 3 листопада 2016        |
| 135             | 18             | Потвори та підземелля Dungeons and Discords               | Нік Конфалоне                                    | 27 серпня 2016      | 4 листопада 2016        |
| 136             | 19             | Брикбольний чемпіонат Buckball Season                     | Дженніфер Скеллі                                 | 3 вересня 2016      | 7 листопада 2016        |
| 137             | 20             | Слава Лас-Пегасу Viva Las Pegasus                         | Майкл Воґел, Кевін Барк і Кріс Ваєт              | 17 вересня 2016     | 8 листопада 2016        |
| 138             | 21             | Непрості уроки дружби Every Little Thing She Does         | Майкл Воґел                                      | 24 вересня 2016     | 9 листопада 2016        |
| 139             | 22             | Різні точки зору P.P.O.V. (Pony Point of View)            | Кевін Барк, Кріс Ваєт, Майкл П. Фокс і Вілл Фокс | 1 жовтня 2016       | 10 листопада 2016       |
| 140             | 23             | Брехня Еплів Where the Apple Lies                         | Меган МакКарті та Дейв Репп                      | 8 жовтня 2016       | 11 листопада 2016       |
| 141             | 24             | Вирішальний поштовх Top Bolt                              | Меган МакКарті, Джоанна Люїс і Крістін Сонко     | 15 жовтня 2016      | 14 листопада 2016       |
| 142             | 25             | Туди і звідти. Частина 1 To Where And Back Again — Part 1 | Джош Хабер і Майкл Воґел                         | 22 жовтня 2016      | 15 листопада 2016       |
| 143             | 26             | Туди і звідти. Частина 2 To Where And Back Again — Part 2 | Джош Хабер і Майкл Воґел                         | 22 жовтня 2016      | 16 листопада 2016       |

## Сезон 7 (2017)
Режисери: Денні Лу, Майк Майр та Тім Стабі

Редактори: Джоанна Льюїс і Крістін Сонко, Джош Хабер (14-26 серії)
| Загальний номер | Номер в сезоні | Назва                                                       | Сценарист                     | Дата прем'єри в США | Дата прем'єри в Україні |
| --------------- | -------------- | ----------------------------------------------------------- | ----------------------------- | ------------------- | ----------------------- |
| 144             | 1              | Порада Селестії Celestial Advice                            | Джоанна Льюїс і Крістін Сонко | 15 квітня 2017      | 16 листопада 2017       |
| 145             | 2              | Пляшка терпіння All Bottled Up                              | Джоанна Льюїс і Крістін Сонко | 15 квітня 2017      | 17 листопада 2017       |
| 146             | 3              | Ураган почуттів A Flurry of Emotions                        | Семмі Кровлі і Вітні Ветта    | 22 квітня 2017      | 18 листопада 2017       |
| 147             | 4              | Кам'яна дружба Rock Solid Friendship                        | Нік Конфалоне                 | 29 квітня 2017      | 19 листопада 2017       |
| 148             | 5              | Вибір Флаттершай Fluttershy Leans In                        | Ґілліан М. Берроу             | 6 травня 2017       | 20 листопада 2017       |
| 149             | 6              | Завжди молодша Forever Filly                                | Майкл П. Фокс і Вілл Фокс     | 13 травня 2017      | 21 листопада 2017       |
| 150             | 7              | Батьківська турбота Parental Glideance                      | Джош Гамільтон                | 20 травня 2017      | 22 листопада 2017       |
| 151             | 8              | Важко щось сказати Hard to Say Anything                     | Бекі Ванґберґ                 | 27 травня 2017      | 23 листопада 2017       |
| 152             | 9              | Чесна Еппл Honest Apple                                     | Кевін Леппін                  | 3 червня 2017       | 24 листопада 2017       |
| 153             | 10             | Королівська проблема A Royal Problem                        | Джоанна Льюїс і Крістін Сонко | 10 червня 2017      | 25 листопада 2017       |
| 154             | 11             | Не шукайте неприємностей Not Asking for Trouble             | Мей Чан                       | 17 червня 2017      | 26 листопада 2017       |
| 155             | 12             | Гармонія безладу Discordant Harmony                         | Майкл П. Фокс і Вілл Фокс     | 5 серпня 2017       | 27 листопада 2017       |
| 156             | 13             | Ідеальна пара The Perfect Pear                              | Джоанна Льюїс і Крістін Сонко | 5 серпня 2017       | 28 листопада 2017       |
| 157             | 14             | Слава і невдача Fame and Misfortune                         | М. А. Ларсон                  | 12 серпня 2017      | 29 листопада 2017       |
| 158             | 15             | Потрійна загроза Triple Threat                              | Джош Гамільтон                | 19 серпня 2017      | 30 листопада 2017       |
| 159             | 16             | Байки біля вогнища Campfire Tales                           | Баррі Сефчік і Майкл Плетт    | 26 серпня 2017      | 1 грудня 2017           |
| 160             | 17             | Дерін іде? Daring Done                                      | Ґілліан М. Берроу             | 9 вересня 2017      | 2 грудня 2017           |
| 161             | 18             | Здорова інформація A Health of Information                  | Семмі Кровлі і Вітні Ветта    | 23 вересня 2017     | 3 грудня 2017           |
| 162             | 19             | Змінити перевертнів To Change a Changeling                  | Кевін Леппін                  | 2 вересня 2017      | 4 грудня 2017           |
| 163             | 20             | Грива – не головне в тобі It Isn't the Mane Thing About You | Джош Хабер                    | 16 вересня 2017     | 5 грудня 2017           |
| 164             | 21             | Якось на дирижаблі Once Upon a Zeppelin                     | Бріттані Джо Флорес           | 7 жовтня 2017       | 6 грудня 2017           |
| 165             | 22             | Покликання та хобі Marks and Recreation                     | Мей Чан                       | 30 вересня 2017     | 7 грудня 2017           |
| 166             | 23             | Секрети й пироги Secrets and Pies                           | Джош Гамільтон                | 14 жовтня 2017      | 8 грудня 2017           |
| 167             | 24             | Незвичайний зв'язок Uncommon Bond                           | Джош Хабер і Кевін Леппін     | 21 жовтня 2017      | 9 грудня 2017           |
| 168             | 25             | Гра з тінню. Частина 1 Shadow Play — Part 1                 | Джош Хабер і Ніколь Дюбюк     | 28 жовтня 2017      | 10 грудня 2017          |
| 169             | 26             | Гра з тінню. Частина 2 Shadow Play — Part 2                 | Джош Хабер і Ніколь Дюбюк     | 28 жовтня 2017      | 11 грудня 2017          |

## Фільм (2017)
| Назва                                           | Сценарист                                             | Дата прем'єри в США | Дата прем'єри В Україні |
| ----------------------------------------------- | ----------------------------------------------------- | ------------------- | ----------------------- |
| My Little Pony у кіно My Little Pony: The Movie | Меґан МакКарті, Ріта Сяо, Майкл Воґел і Джо Балларіні | 6 жовтня 2017       | 12 жовтня 2017          |

## Сезон 8 (2018)
Режисери: Денні Лу та Майк Майр

Редактори: Джош Хабер і Ніколь Дюбюк
| Загальний номер | Номер в сезоні | Назва                                                     | Сценарист                  | Дата прем'єри в США | Дата прем'єри в Україні |
| --------------- | -------------- | --------------------------------------------------------- | -------------------------- | ------------------- | ----------------------- |
| 170             | 1              | Шкільна бентега. Частина 1 School Daze — Part 1           | Майкл Воґел і Ніколь Дюбюк | 24 березня 2018     | 1 листопада 2018        |
| 171             | 2              | Шкільна бентега. Частина 2 School Daze — Part 2           | Майкл Воґел і Ніколь Дюбюк | 24 березня 2018     | 2 листопада 2018        |
| 172             | 3              | Пара для Мод The Maud Couple                              | Нік Конфалоне              | 31 березня 2018     | 3 листопада 2018        |
| 173             | 4              | Удавай, поки це стане реальністю Fake It ‘Til You Make It | Джош Гамільтон             | 7 квітня 2018       | 4 листопада 2018        |
| 174             | 5              | Бабусі відриваються Grannies Gone Wild                    | Ґілліан М. Берроу          | 14 квітня 2018      | 5 листопада 2018        |
| 175             | 6              | На суші і на морі Surf and/or Turf                        | Браян Голфельд             | 21 квітня 2018      | 6 листопада 2018        |
| 176             | 7              | Коняча вистава Horse Play                                 | Кайта Мпамбара             | 28 квітня 2018      | 7 листопада 2018        |
| 177             | 8              | Карта батьків The Parent Map                              | Дейв Репп                  | 5 травня 2018       | 8 листопада 2018        |
| 178             | 9              | Незавершений пункт Non-Compete Clause                     | Кім Бейер-Джонсон          | 12 травня 2018      | 9 листопада 2018        |
| 179             | 10             | Нерозрив стосунків The Break Up Break Down                | Нік Конфалоне              | 19 травня 2018      | 10 листопада 2018       |
| 180             | 11             | Линяння Molt Down                                         | Джош Хабер                 | 26 травня 2018      | 11 листопада 2018       |
| 181             | 12             | Нагорода за досягнення Marks for Effort                   | Ніколь Дюбюк               | 2 червня 2018       | 12 листопада 2018       |
| 182             | 13             | Злі двійники The Mean 6                                   | Майкл Воґел                | 9 червня 2018       | 13 листопада 2018       |
| 183             | 14             | Директорське питання A Matter of Principals               | Ніколь Дюбюк               | 4 серпня 2018       | 14 листопада 2018       |
| 184             | 15             | Свято Вогнища The Hearth's Warming Club                   | Браян Голфельд             | 4 серпня 2018       | 15 листопада 2018       |
| 185             | 16             | Університет дружби Friendship University                  | Кріс Ваєт i Кевін Барк     | 11 серпня 2018      | 16 листопада 2018       |
| 186             | 17             | Кінець дружбі The End in Friend                           | Ґілліан М. Берроу          | 18 серпня 2018      | 17 листопада 2018       |
| 187             | 18             | Музика яків Yakity-Sax                                    | Майкл П. Фокс і Вілл Фокс  | 20 липня 2018       | 18 листопада 2018       |
| 188             | 19             | Шлях до дружби On the Road to Friendship                  | Джош Хабер                 | 1 вересня 2018      | 19 листопада 2018       |
| 189             | 20             | Вошаути The Washouts                                      | Нік Конфалоне              | 8 вересня 2018      | 20 листопада 2018       |
| 190             | 21             | Рокхуф у сучасному світі A Rockhoof and a Hard Place      | Кайта Мпамбара             | 15 вересня 2018     | 21 листопада 2018       |
| 191             | 22             | Що ховається внизу What Lies Beneath                      | Майкл Воґел                | 22 вересня 2018     | 22 листопада 2018       |
| 192             | 23             | Обітниця мовчання Sounds of Silence                       | Ґреґорі Бонсайнор          | 29 вересня 2018     | 23 листопада 2018       |
| 193             | 24             | Тато знає краще Father Knows Beast                        | Джош Хабер                 | 6 жовтня 2018       | 24 листопада 2018       |
| 194             | 25             | Знищення школи. Частина 1 School Raze — Part 1            | Ніколь Дюбюк               | 13 жовтня 2018      | 25 листопада 2018       |
| 195             | 26             | Знищення школи. Частина 2 School Raze — Part 2            | Джош Хабер                 | 13 жовтня 2018      | 26 листопада 2018       |

## Різдвяний випуск (2018)
| Загальний номер | Назва                              | Сценарист   | Дата прем'єри в США | Дата прем'єри в Україні |
| --------------- | ---------------------------------- | ----------- | ------------------- | ----------------------- |
| 196             | Найкращий подарунок Best Gift Ever | Майкл Воґел | 27 жовтня 2018      | 25 грудня 2018          |

## Сезон 9 (2019)
Режисери: Денні Лу та Майк Майр

Редактори: Джош Хабер і Ніколь Дюбюк
| Загальний номер | Номер в сезоні | Назва                                                         | Сценарист                                                            | Дата прем'єри в США | Дата прем'єри в Україні |
| --------------- | -------------- | ------------------------------------------------------------- | -------------------------------------------------------------------- | ------------------- | ----------------------- |
| 197             | 1              | На початку кінця. Частина 1 The Beginning of the End — Part 1 | Джоанна Льюїс і Крістін Сонко                                        | 6 квітня 2019       | 31 серпня 2019          |
| 198             | 2              | На початку кінця. Частина 2 The Beginning of the End — Part 2 | Джоанна Льюїс і Крістін Сонко                                        | 6 квітня 2019       | 1 вересня 2019          |
| 199             | 3              | Відродження Uprooted                                          | Ніколь Дюбюк                                                         | 13 квітня 2019      | 2 вересня 2019          |
| 200             | 4              | Неймовірна сімка Sparkle's Seven                              | Ешлі Бол, Андреа Лібман, Табіта Сен Жермен, Тара Стронґ, Кеті Візлак | 20 квітня 2019      | 3 вересня 2019          |
| 201             | 5              | Помилки з минулого The Point of No Return                     | Ґілліан М. Берроу                                                    | 27 квітня 2019      | 4 вересня 2019          |
| 202             | 6              | Спільні інтереси Common Ground                                | Джош Хабер                                                           | 4 травня 2019       | 5 вересня 2019          |
| 203             | 7              | Бути собою She's All Yak                                      | Браян Голфельд                                                       | 11 травня 2019      | 6 вересня 2019          |
| 204             | 8              | Ворогодрузі Frenemies                                         | Майкл Воґел                                                          | 18 травня 2019      | 7 вересня 2019          |
| 205             | 9              | Чарівні та небезпечні Sweet and Smoky                         | Кім Бейер-Джонсон                                                    | 25 травня 2019      | 8 вересня 2019          |
| 206             | 10             | Збирання врожаю Going to Seed                                 | Дейв Репп                                                            | 1 червня 2019       | 9 вересня 2019          |
| 207             | 11             | Шкільна радниця Student Counsel                               | Джош Хабер                                                           | 8 червня 2019       | 10 вересня 2019         |
| 208             | 12             | Найважливіший пошук The Last Crusade                          | Ніколь Дюбюк                                                         | 15 червня 2019      | 11 вересня 2019         |
| 209             | 13             | Від світанку до заходу сонця Between Dark and Dawn            | Ґейл Сімон                                                           | 22 червня 2019      | 12 вересня 2019         |
| 210             | 14             | Останній сміх The Last Laugh                                  | Майкл П. Фокс і Вілл Фокс                                            | 3 серпня 2019       | 13 вересня 2019         |
| 211             | 15             | У грі важливі всі 2, 4, 6, Greaaat                            | Кайта Мпамбара                                                       | 10 серпня 2019      | 14 вересня 2019         |
| 212             | 16             | Вікторина A Trivial Pursuit                                   | Бріттані Джо Флорес                                                  | 17 серпня 2019      | 15 вересня 2019         |
| 213             | 17             | Останнє свято Літнього сонця The Summer Sun Setback           | Майкл Воґел                                                          | 24 серпня 2019      | 16 вересня 2019         |
| 214             | 18             | Пригоди з Енджелом She Talks to Angel                         | Нік Конфалоне                                                        | 31 серпня 2019      | 17 вересня 2019         |
| 215             | 19             | Втратити дракона Dragon Dropped                               | Джош Хабер                                                           | 7 вересня 2019      | 18 вересня 2019         |
| 216             | 20             | Пошук кандидата A Horse Shoe-In                               | Аріель Шеферд-Оппенгайм                                              | 14 вересня 2019     | 19 вересня 2019         |
| 217             | 21             | Сумніви Дерін Daring Doubt                                    | Ніколь Дюбюк                                                         | 21 вересня 2019     | 20 вересня 2019         |
| 218             | 22             | Дорослішати складно Growing Up is Hard to Do                  | Ед Валентайн                                                         | 28 вересня 2019     | 21 вересня 2019         |
| 219             | 23             | Секрет Біг Мака The Big Mac Question                          | Джош Хабер і Майкл Воґел                                             | 5 жовтня 2019       | 22 вересня 2019         |
| 220             | 24             | Кінець кінця. Частина 1 The Ending of the End - Part 1        | Ніколь Дюбюк                                                         | 12 жовтня 2019      | 23 вересня 2019         |
| 221             | 25             | Кінець кінця. Частина 2 The Ending of the End - Part 2        | Майкл Воґел                                                          | 12 жовтня 2019      | 24 вересня 2019         |
| 222             | 26             | Остання проблема The Last Problem                             | Джош Хабер                                                           | 12 жовтня 2019      | 25 вересня 2019         |

## Спеціальний випуск (2019)
| Назва                              | Сценарист        | Дата прем'єри в США | Дата прем'єри в Україні |
| ---------------------------------- | ---------------- | ------------------- | ----------------------- |
| Мандрівка Рейнбоу Rainbow Roadtrip | Кім Беєр-Джонсон | 29 червня 2019      | 24 серпня 2019          |